# Marco Vitorio Marcello
Marco Vitorio Marcello (latino: Marcus Vitorius Marcellus; fl. 60; Teate Marrucinorum, ... – dopo il 105) è stato un politico romano.
Marcello fu un grande amico e allievo del retore Quintiliano e del poeta Stazio e fu eletto consul suffectus nel 105 con Gaio Cecilio Strabone.

## Biografia
La famiglia di Marcello era originaria di Teate Marrucinorum (l'odierna Chieti); il padre si chiamava, probabilmente, Gaio Vitorio. Marcello fu educato dal retore Quintiliano, il quale gli dedicò la sua opera Institutio oratoria, augurandosi che: 
(Marco Fabio Quintiliano)
 Anthony Birley identificò Lucio Settimio Severo, nonno dell'imperatore Settimio Severo, come uno dei suoi compagni di studi. Lo storico Ronald Syme, tuttavia, sosteneva che anche se Plinio il Giovane era anch'egli uno studente di Quintiliano e Stazio conosceva sia Plinio che Marcello, Marcello "non viene menzionato da Plinio, un coetaneo (pr.93), che ha perseguito un diverso tipo di carriera e ha ottenuto un avanzamento più rapido attraverso due cariche politiche urbane".
Inoltre Stazio gli dedicò il quarto libro delle Silvae e una serie di allusioni biografiche, che appaiono nelle poesie raccolte in quel libro. Intorno al 94-96, Marcello visse a Roma ed era il curatore della via Latina. Nelle Silvae 4.4.34, Stazio scrisse a Marcello, mentre quest'ultimo stava supervisionando la costruzione delle strade, sollecitando Marcello di smettere di lavorare durante l'estate e di farsi una vacanza, scrivendo: "che le qualità eccellenti saranno maggiori dopo il rilassamento".
Inoltre, sono attribuite a Marcello due iscrizioni rinvenute in Nord Africa, dedicate a un governatore proconsolare Marcello e risalenti al 120/121.
Marcello sposò Osidia, figlia del senatore e generale Gneo Osidio Geta, dalla quale ebbe un figlio, Gaio Vitorio Osidio Geta.